# Uracrobates africanus
Uracrobates africanus är en kvalsterart som beskrevs av Sandór Mahunka 1988. Uracrobates africanus ingår i släktet Uracrobates och familjen Mochlozetidae. Inga underarter finns listade i Catalogue of Life.